# Lippequelle
Koordinaten: 51° 46′ 53,4″ N, 8° 49′ 20″ O
Die Lippequelle ist eine Karstquelle in Bad Lippspringe (Kreis Paderborn). Sie bildet den Ursprung des Flusses Lippe.

## Lage
Der Quellteich der Lippe befindet sich am Südwestrand des Arminiusparks in Bad Lippspringe, an den westlichen Ausläufern des Eggegebirges, unmittelbar unterhalb der Ruine der Burg Lippspringe. Die Quelle liegt auf einer Höhe von 140 m ü. NHN. Südwestlich an der Quelle vorbei verläuft die Lange Straße.

## Daten

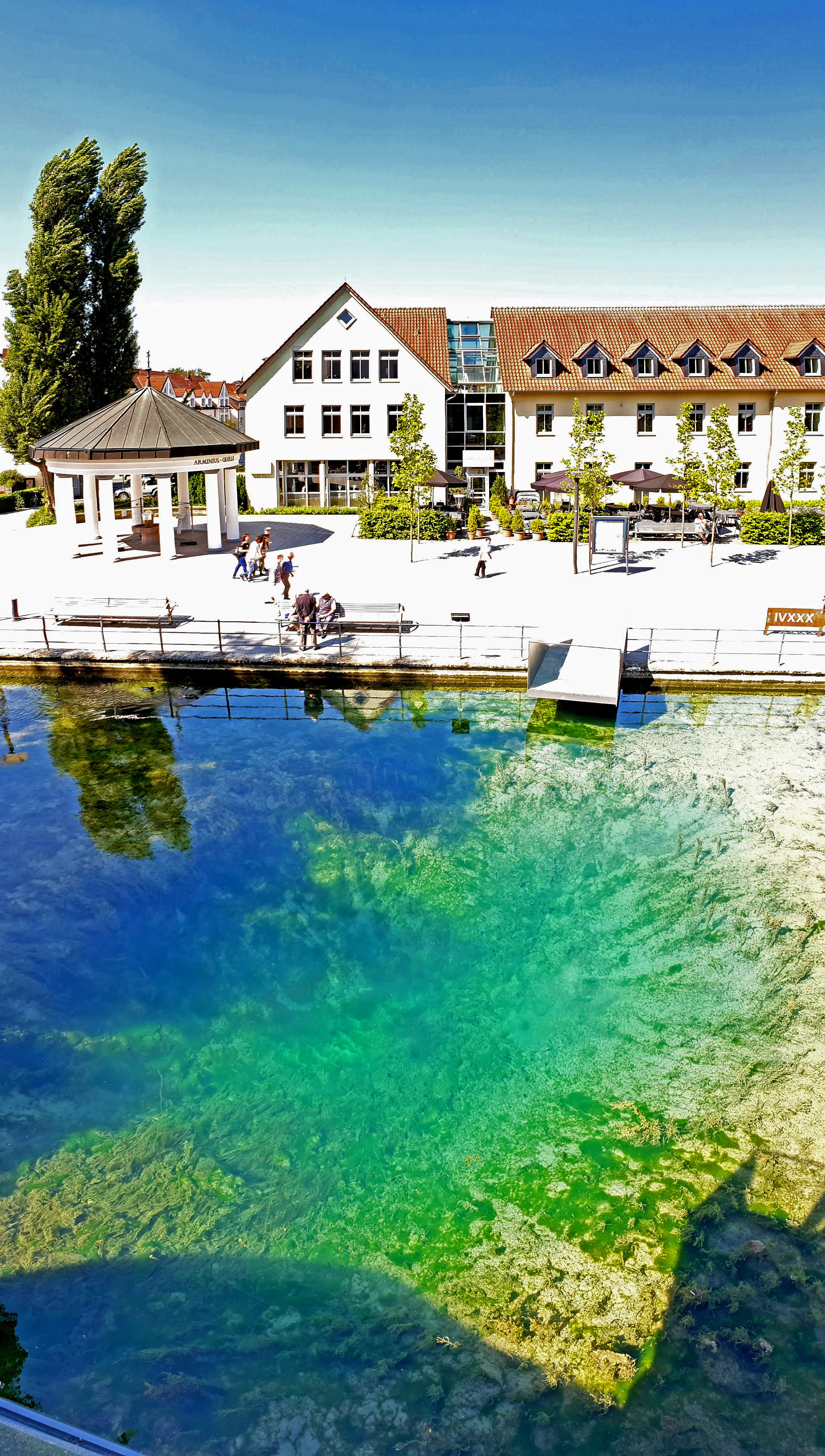
Odins Auge im Sommer

Ihr Quellwasser tritt aus etwa 8 Metern Tiefe zu Tage. Sie ist eine von mehreren Quellen der Kurstadt, welche vor allem durch ihre Heilquellen Bekanntheit erlangte, und eine von zwei großen Karstquellen in Bad Lippspringe. Sie hat eine Schüttung von 740 l/s (0,74 m³/s). Das Wasser stammt weitgehend aus Versickerungen von Fließgewässern, wie z. B. der Beke und der Durbeke, im südöstlich von Bad Lippspringe gelegenen Karstgebiet und aus Niederschlägen, welche im Kalkstein versickern. In Bad Lippspringe tritt das Wasser in mehreren Quellen (neben der Lippe- unter anderem in der Jordanquelle) an der Grenze des klüftigen Kalksteins zum wasserstauenden Emscher Mergel wieder zutage.
Im Rahmen der Landesgartenschau 2017 wurden am Quellteich zwei „Aussichtsplattformen“ installiert, sodass sich Besucher einen besseren Überblick über den Quellteich und das Odins Auge machen können.
Die Lippequelle steht unterirdisch mit der nur wenige hundert Meter entfernten Jordanquelle im Jordanpark in Verbindung.

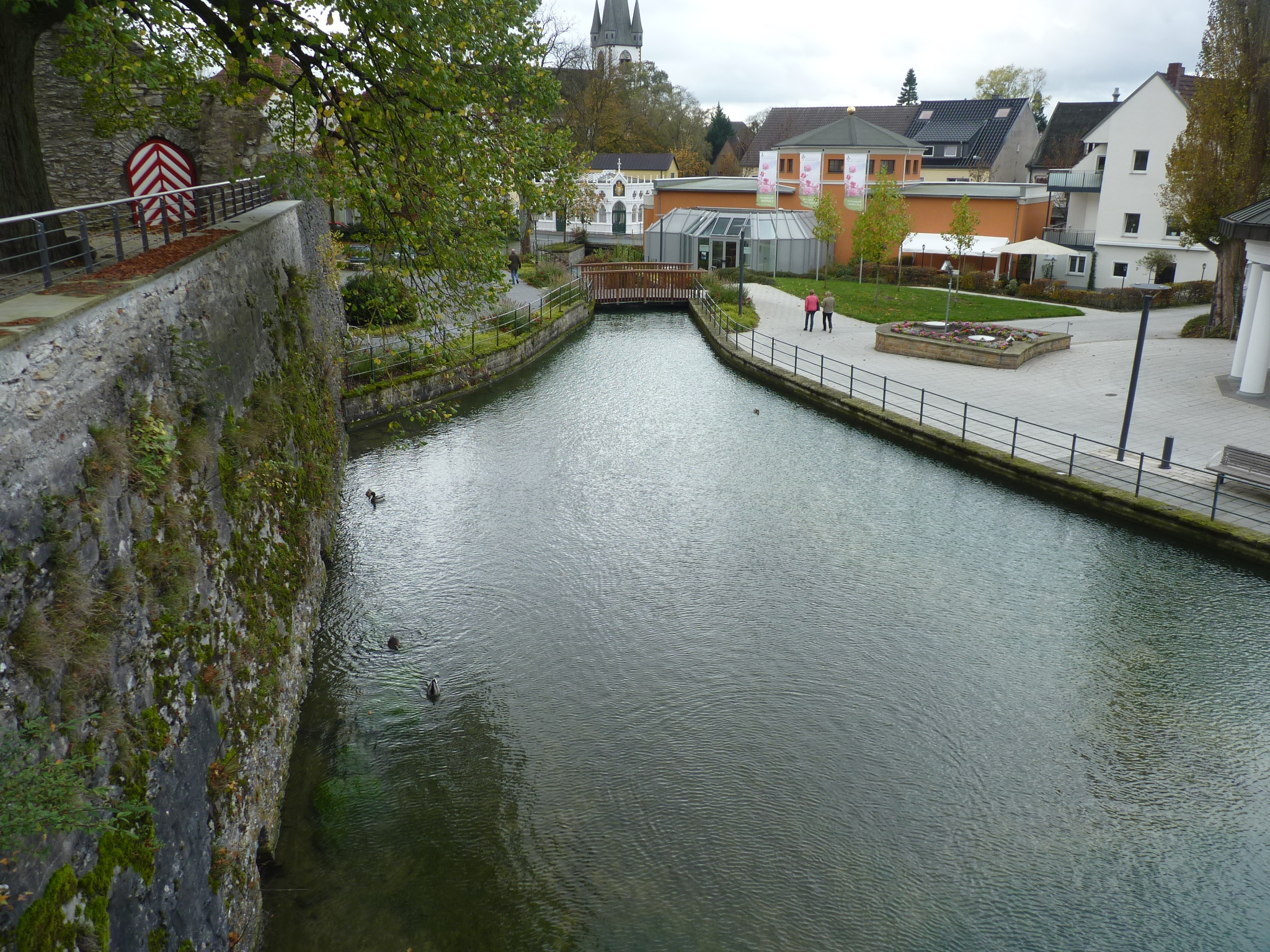
Blick von oben auf die Lippequelle
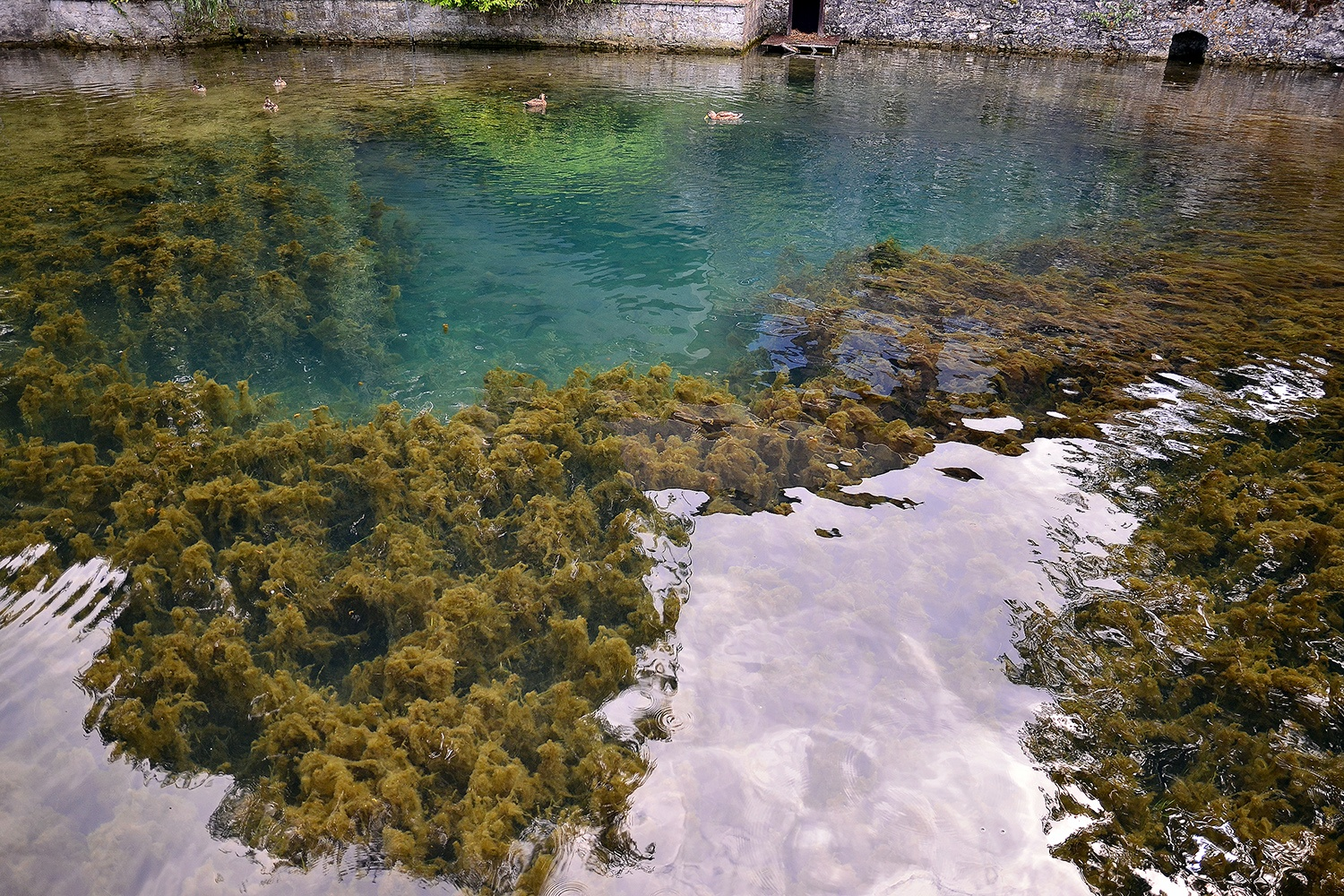
Odins Auge (blauer Kolk) in der Lippequelle
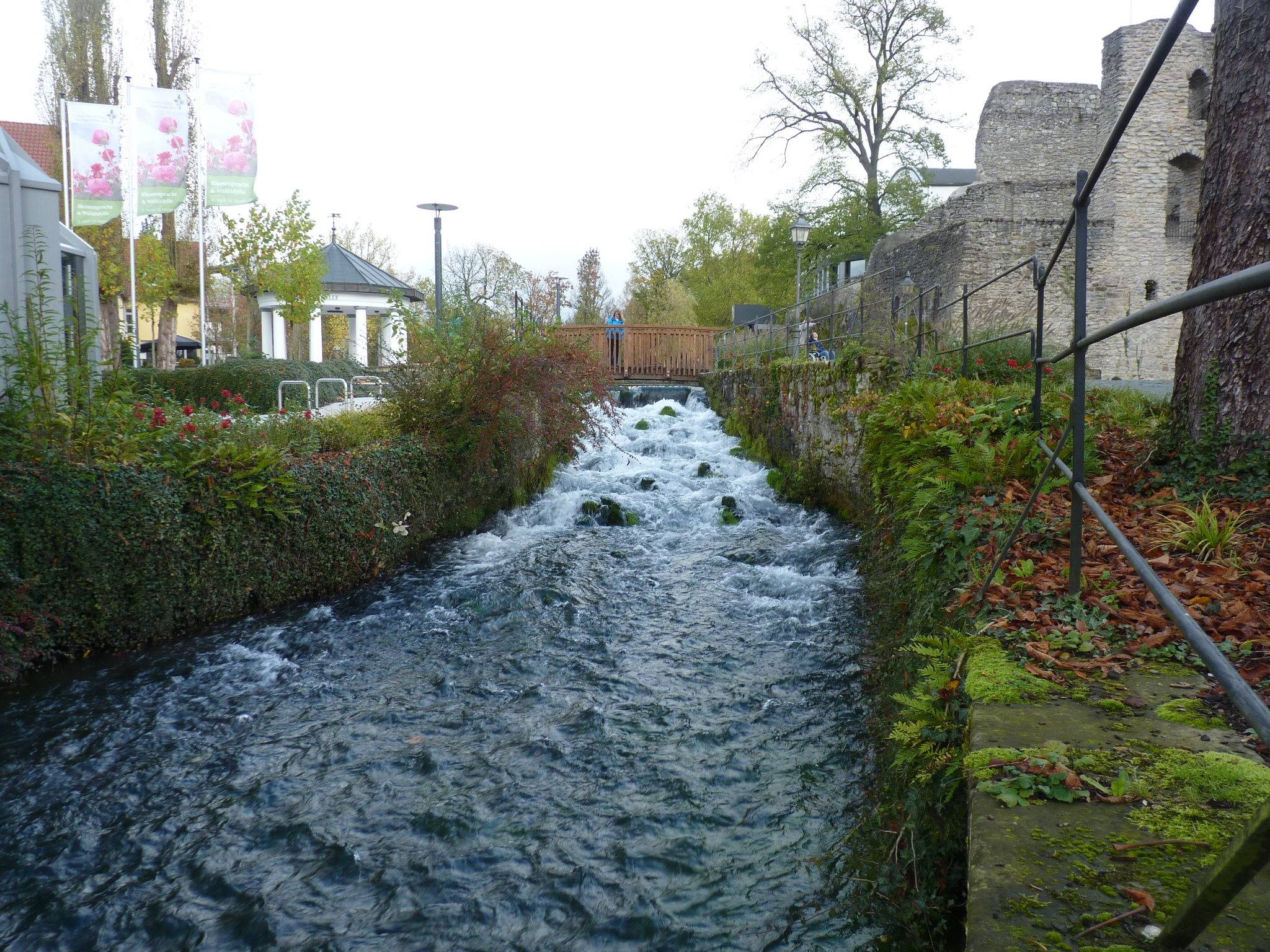
Abfließende Lippe unmittelbar unterhalb des Quellteichs

## Odins Auge

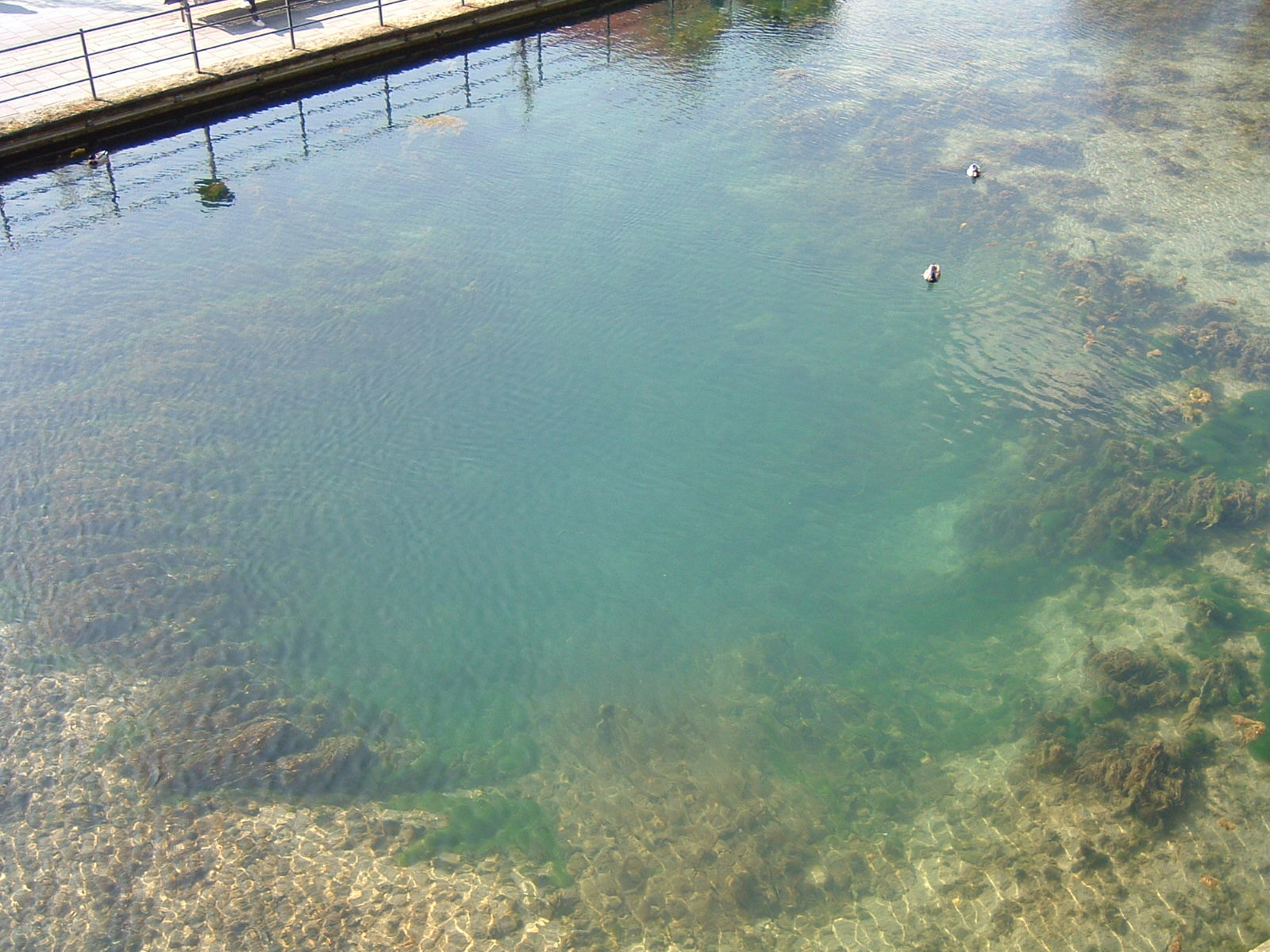
Odins Auge, das markante Merkmal der Lippequelle

Der tiefblaue Kolk im Quellteich der Lippe wird im Volksmund „Odins Auge“ genannt. Der Sage nach soll der allmächtige germanische Göttervater Odin sein Auge herausgerissen und in die trockene Sennelandschaft geworfen haben, um sie mit Feuchtigkeit und blühendem Leben zu segnen. 1832 wurde in einer Entfernung von nur etwa 25 m von der Süßwasserquelle der Lippe mit der Arminiusquelle eine warme Mineralquelle erschlossen. Sie galt bis dahin nur als Nebenquelle der Lippe.
Im 8. Jahrhundert n. Chr. lagerte Karl der Große mit seinem Heer an den „Quellen der Lippe“, um hier Reichsversammlungen abzuhalten.